# Franzensfeste
Franzensfeste ([ˈfrantsn̩sˌfɛstɛ]; italienisch Fortezza) ist eine italienische Gemeinde mit 1101 Einwohnern (Stand 31. Dezember 2023) im Wipptal in Südtirol in der Nähe von Brixen. Benannt ist die Gemeinde nach der von 1833 bis 1838 erbauten Festung Franzensfeste.

## Geographie
Die Gemeinde Franzensfeste befindet sich im Süden des Wipptals in Südtirol. Das vom Eisack durchflossene Wipptal ist hier, bevor es im Brixner Talkessel bzw. Eisacktal aufgeht, sehr eng, von steilen Talflanken umrahmt und bietet auf seinem von Nordwesten nach Südosten ziehenden Verlauf nur wenig Platz für Siedlungen.
Im Südosten liegt der Hauptort der Gemeinde, Franzensfeste (730–750 m s.l.m.), nahe an der namensgebenden Festung Franzensfeste und direkt am Franzensfester Stausee (723 m) gelegen, dessen Südostende bereits zur Nachbargemeinde Natz-Schabs gehört. Weiter talaufwärts befinden sich die Fraktionen Mittewald (800 m) und – an der Nordgrenze zur Gemeinde Freienfeld – Grasstein (850 m). Zwischen den beiden Ortschaften liegt die Sachsenklemme, ein besonders enger Talabschnitt.
Zum 61,74 km² großen Gemeindegebiet gehören auch die das Wipptal auf beiden Seiten begrenzenden Gebirgszüge. Nordöstlich ragen die Pfunderer Berge, südliche Ausläufer der Zillertaler Alpen, auf, die das Wipptal vom unteren Valler Tal (Gemeinde Mühlbach) trennen, hier jedoch kaum über die Baumgrenze hinaufreichen. Deutlich höhere Gipfel umfasst das Franzensfester Gemeindegebiet auf der südwestlichen Talseite in den Sarntaler Alpen. Gegliedert werden diese vom Wipptal aus durch das bei Grasstein abzweigende Bergltal und das knapp südlich von Mittewald seinen Anfang nehmende Flaggertal, dessen oberer Abschnitt jedoch schon zur südlichen Nachbargemeinde Vahrn gehört. Die bedeutendsten Franzensfester Gipfel finden sich in dem Kamm, der die Westgrenze zur Gemeinde Sarntal trägt: Tagewaldhorn (2708 m), Sulzspitze (2577 m) und Tatschspitze (2526 m).

## Geologie

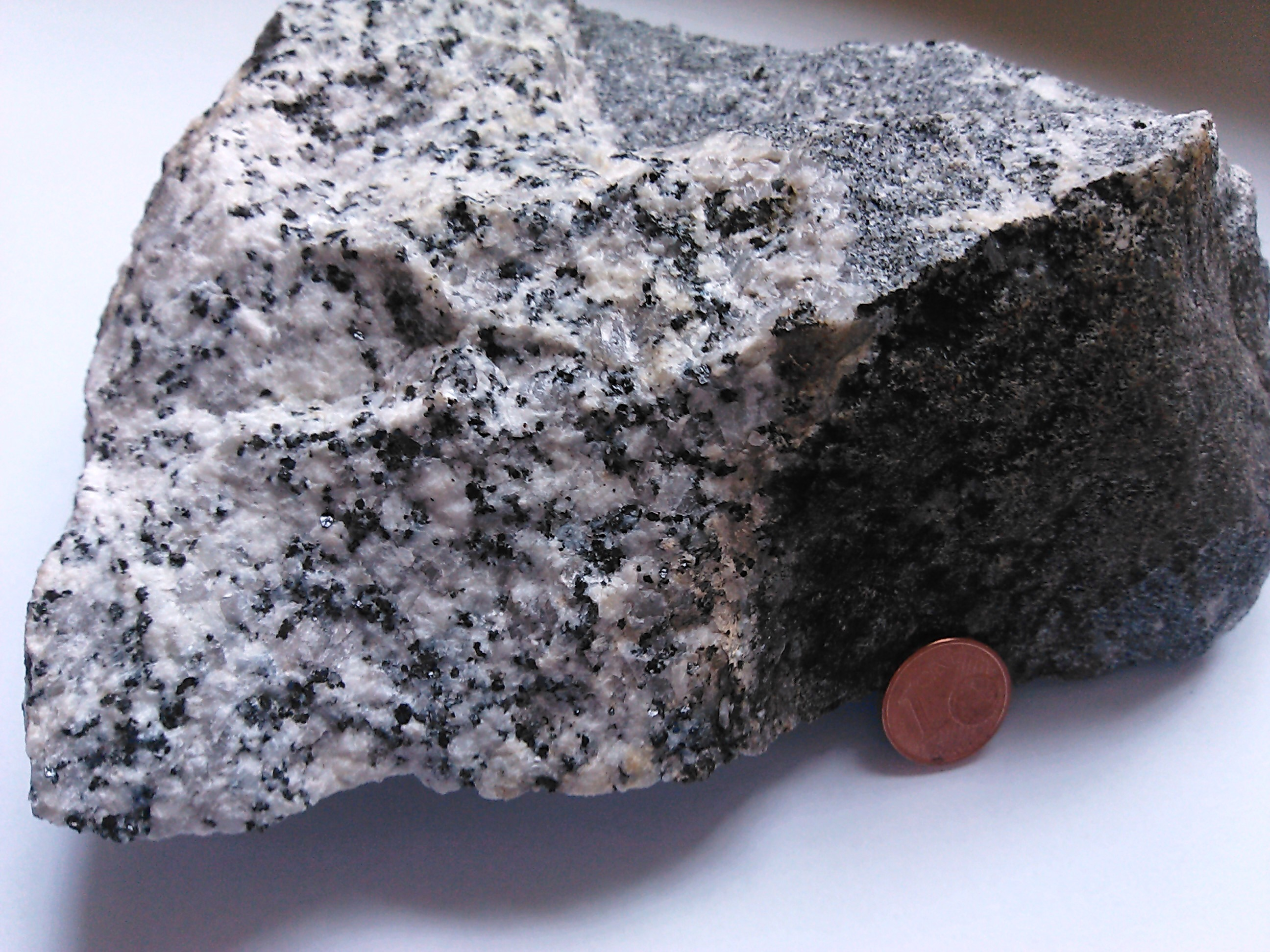
Brixner Granit mit mafischer Enklave. Handstück stammt aus Franzensfeste

Charakteristisch für das Gebiet um Franzensfeste ist der Brixner Granit unmittelbar südlich der Periadriatischen Naht. Es handelt sich hierbei um ein mittelkörniges, helles, plutonisches Gestein, bestehend hauptsächlich aus Feldspat, Quarz und Biotit. Petrographisch ist das Gestein als Granodiorit einzuordnen. Am Rand des Plutons kann eine eindeutige Kontaktmetamorphose festgestellt werden. Der Intrusivkörper bildete sich im Perm und ist somit ca. 280 Ma alt.
Der Granit ist wesentlich erosionsbeständiger als die umliegenden Kristallinen Schiefer, wodurch auch die oben erwähnte ungewöhnliche Talenge zwischen Sterzing und Brixen teilweise erklärbar ist.

## Geschichte

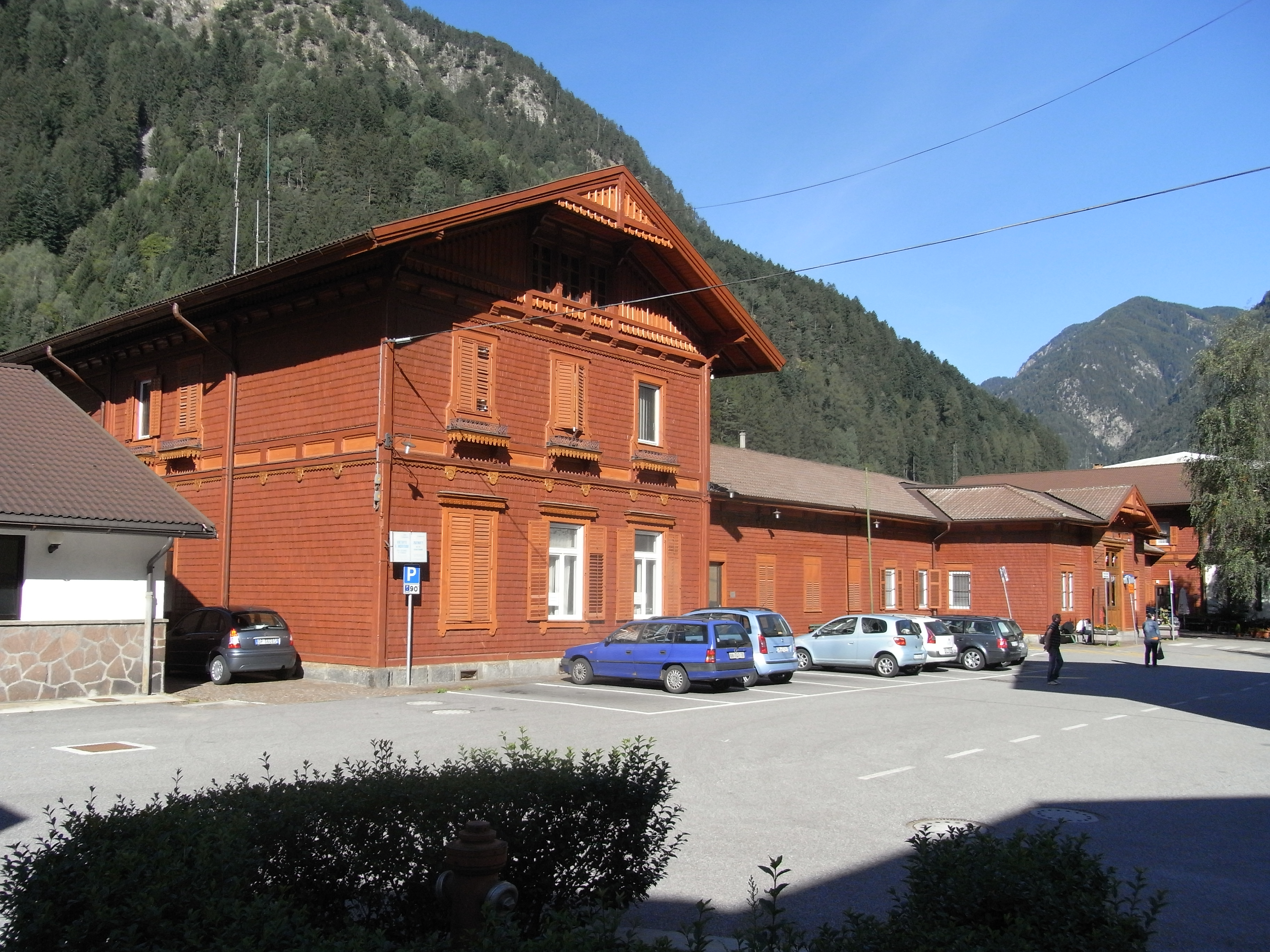
Bahnhof Franzensfeste

Bereits 2500 v. Chr. befand sich eine kleine Siedlung beim heutigen Franzensfeste (durch Funde von Hausgeschirr belegt). Sie lag an der Route der Bernsteinstraße. Um 15 v. Chr. besiegten die Römer unter Tiberius und Drusus die Räter in einer Schlacht bei Bozen. Der Ort wurde dadurch Teil des römischen Reichs. In mehreren archäologischen Grabungen wurde eine 140 m lange Strecke der Via Raetia freigelegt.
Während der Koalitionskriege rückte während des Tiroler Freiheitskampfes am 4. und 5. August 1809 General Lefebvre mit 2500 Franzosen, Sachsen und Bayern in Richtung Süden durch das Wipptal vor. An einer Engstelle wurde der Verband von 500 Tiroler Schützen unter Andreas Hofer in einem Hinterhalt, der später nach dem Ereignis benannten Sachsenklemme, aufgerieben.

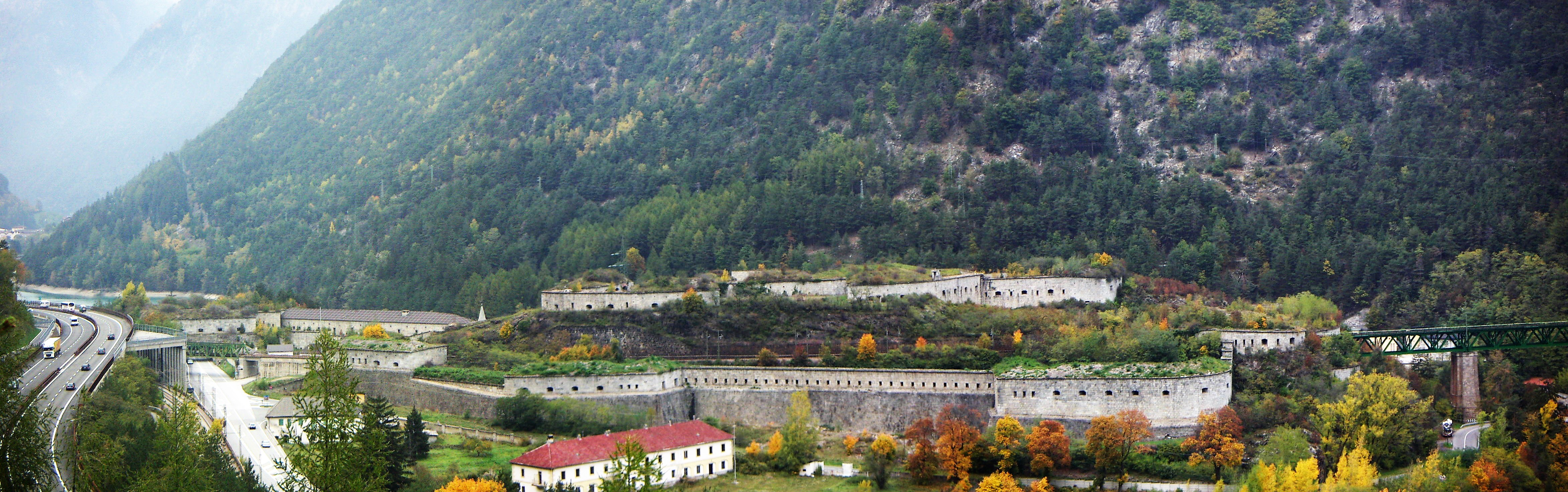
Festung Franzensfeste

In den Jahren von 1833 bis 1838 erfolgte der Bau der Festung Franzensfeste. 1871 wurde der Bahnhof Franzensfeste knapp nordwestlich der Festung durch die Inbetriebnahme der Pustertalbahn ein bedeutender Knotenpunkt an der Brennerbahn. Das neben dem Bahnhof zwischen den älteren Weilern Oberau und Unterau entstehende Dorf Franzensfeste erlebte dadurch bald einen wirtschaftlichen Aufschwung.
Durch den Vertrag von Saint-Germain wurde das bis dato österreichische Gebiet als Teil Südtirols 1920 italienisch.
Zunächst war Mittewald der namensgebende Hauptort der Gemeinde. 1942 wurde die Gemeinde, der Bedeutungsverschiebung ihrer beiden größten Siedlungen entsprechend, von Mittewald in Franzensfeste umbenannt.
Am 15. August 1998 löste sich eine Schlamm- und Gerölllawine und verschüttete die Brennerautobahn A22. Fünf Menschen kamen ums Leben. Weitere Muren gingen im Sommer 2009 ab, dabei verlor ein weiterer Mensch sein Leben.
In Franzensfeste wird der südliche Austrittspunkt des Brennerbasistunnels gebaut. Zur Unterbringung der Arbeiter wurde in der Ortschaft Franzensfeste in der Nähe des im Jahre 2008 renovierten historischen Bahnhofs eine große Containersiedlung errichtet.

## Bevölkerung
Im örtlichen Dialekt werden die Einwohner „Franzensfeschtilå“ (Franzensfestler) genannt.

### Einwohnerentwicklung
Die Einwohnerzahl der Gemeinde stieg nach der Annexion durch Italien 1920 aufgrund des Zuzugs von Staatsbediensteten stark an, weil der Bahnhof Franzensfeste einige Zusatzfunktionen als Warenumschlagplatz, für das Militär und als Standort für die Zollabfertigung der nahen Brenner-Grenze erhielt. Nach einem deutlichen Rückgang seit den 1960ern sind die Zahlen seit Jahren relativ stabil.
| Jahr | Einwohnerzahl |
| ---- | ------------- |
| 1900 | 0844          |
| 1921 | 1581          |
| 1931 | 1460          |
| 1951 | 1429          |
| 1961 | 1621          |
| 1971 | 1312          |
| 1981 | 1130          |
| 1991 | 0915          |
| 2001 | 0892          |
| 2011 | 0971          |

### Sprachgruppen
Die Sprachgruppenverteilung von Franzensfeste erlebte im 20. Jahrhundert dramatische Veränderungen. Die nach 1920 zugezogenen Staatsbediensteten aus dem übrigen italienischen Staatsgebiet machten nach dem Zweiten Weltkrieg etwas mehr als die Hälfte der Bevölkerung der ursprünglich deutsch-tirolerischen Berggemeinde aus. Der Bedeutungsverlust der nahen Brenner-Grenze aus militärischer und administrativer Perspektive führte in der Folge wieder zu einem Wegzug vieler italienischsprachiger Einwohner. Franzensfeste ist gemäß den seit 1981 erhobenen Sprachgruppenzugehörigkeitserklärungen bzw. Sprachgruppenzuordnungserklärungen heute eine mehrheitlich deutschsprachige Gemeinde, wobei als Berechnungsgrundlage dieser Prozentwerte allein die gültigen Erklärungen von Personen mit italienischer Staatsbürgerschaft herangezogen wurden.
| Sprache     | 1900    | 1971    | 1981    | 1991    | 2001    | 2011    | 2024    |
| ----------- | ------- | ------- | ------- | ------- | ------- | ------- | ------- |
| Deutsch     | 98,08 % | 46,00 % | 48,86 % | 53,81 % | 57,82 % | 59,63 % | 57,34 % |
| Italienisch | 1,92 %  | 53,50 % | 49,95 % | 44,11 % | 40,69 % | 38,51 % | 41,09 % |
| Ladinisch   |         | 0,49 %  | 1,18 %  | 2,08 %  | 1,49 %  | 1,86 %  | 1,56 %  |

## Verkehr
Für den Kraftverkehr ist Franzensfeste in erster Linie durch die SS 12 erschlossen, die mitten durch das Zentrum des Hauptorts führt, sowie die A22, die knapp südlich auf Vahrner Gemeindegebiet die Ein- und Ausfahrt Brixen-Pustertal aufweist. Zudem ist Franzensfeste ein wichtiger Knotenpunkt für den Schienenverkehr: Am Bahnhof Franzensfeste treffen die Brennerbahn, die parallel zu Eisack, SS 12 und A22 das Gemeindegebiet durchquert, und die Pustertalbahn aufeinander.
Gegenwärtig entsteht der 64 Kilometer lange Brennerbasistunnel von Innsbruck nach Franzensfeste.
Auch im regionalen Radverkehr ist Franzensfeste ein wichtiger Knotenpunkt: Das Gemeindegebiet wird von der Radroute 1 „Brenner–Salurn“ durchquert, von der am Franzensfester Stausee die Radroute 3 „Pustertal“ abzweigt.

## Politik

### Bürgermeister
Bürgermeister seit 1952:
- 1952–1983: Oddo Bronzo
- 1983–1988: Konrad Stamper
- 1988–1990: Michele Pirrello
- 1990–2010: Johann Wild
- 2010–2015: Richard Amort
- seit 2015: Thomas Klapfer

### Wappen
Beschreibung: Eine  eingebogene weißgerandete grüne Spitze teilt den Wappenschild in Rot und Blau. Die Gabelung weist die Gemeinde als Verkehrsknoten aus. Rot steht für den Fels, Blau für den Franzensfester Stausee, Grün für die Unterau.

## Bildung
Im Hauptort Franzensfeste und in der Fraktion Mittewald befinden sich zwei Grundschulen für die deutsche Sprachgruppe, die dem Schulsprengel der Nachbargemeinde Vahrn angehören. Die Grundschule „Collodi“ für die italienische Sprachgruppe befindet sich im Hauptort und wird vom Sprengel Brixen verwaltet.

## Söhne und Töchter der Gemeinde
- Leo von Pretz (1898–1984), Politiker, Mitglied der Südtiroler Landesregierung
- Karl Ebner (1901–1983), in der Zeit des Nationalsozialismus stellvertretender Leiter der Geheimen Staatspolizei Wien
- Rudolf Hernegger (1919–2012), deutscher Wissenschaftsjournalist und Sachbuchautor
- Franz Plaickner (1930–2011), Gewerkschafter und Politiker
- Ferdinand Willeit (1938–2018), Manager und Politiker